# استان کویلو
استان کویلو (به لاتین: Kwilu Province) یک استان در جمهوری دموکراتیک کنگو است که در جمهوری دموکراتیک کنگو واقع شده‌است. استان کویلو ۷۸٬۲۱۹ کیلومتر مربع مساحت و ۵٬۴۹۰٬۰۰۰ نفر جمعیت دارد.